# Эякуляция на лицо
Эякуля́ция на лицо (англ. facial) — одна из разновидностей камшота, при которой мужчина эякулирует на лицо одного или нескольких партнёров. Является формой секса без проникновения, хотя может использоваться и после вагинального, анального или орального секса, а также после ручной мастурбации полового члена.
В порнографии распространён термин «буккакэ», при котором множество мужчин попеременно производит эякуляцию на одного участника, чаще всего на лицо.

## Описание
Эякуляции на лицо предшествует сексуальное возбуждение мужчины. Когда достигается пик возбуждения и эякуляция неизбежна, мужчина располагает пенис в удобной позиции, чтобы сперма попала на лицо партнёра.
Количество и состав спермы, выделенной мужчиной, зависит от его здоровья, степени сексуального возбуждения, времени семяизвержения, съеденного и выпитого ранее.

## Риски для здоровья
Любая активность, которая предусматривает контакт жидкости одного человека с другим, содержит риск передачи венерических заболеваний. Сперма сама по себе безопасна при попадании на кожу или глотании.
В редких случаях люди могут иметь аллергию на один из компонентов спермы. Симптомы могут проявляться зудом, покраснением или отёком зоны попадания спермы в течение 30 минут.

## В культуре

### Порнография
С 1970-х годов эякуляция на лицо стала широко использоваться в хардкорной порнографии как центральный элемент фильма.

### Маркетинг
В 2006 году фирма Clinique рекламировала увлажняющий крем с изображением, на котором белая жидкость льётся на лицо модели, что было рассмотрено как порнографическая аллюзия.